# Manden der arbejdede på et spejl
|  | Denne artikel er oprettet af botten PalnaBot ud fra en ekstern database. Den kan derfor have sproglige fejl eller mangler. Denne skabelon kan fjernes efter kontrol af indholdet. |

Manden der arbejdede på et spejl er en film instrueret af Kristian Sønderby.

## Handling
I en øde landsby bygger en ensom knark et spejl af de materialer, han har til rådighed. Under det møjsommelige arbejde går manden uforvarende igennem spejlet og vikler sig dermed ind i en række uforudsigelige kædereaktioner - fra biljagter, slåskampe, orkaner over skovbrande til krige og en rumrejse - indtil han kommer ud på den anden side af spejlet, der viser sig at være fuldendt.